# Llista de campions del món de Fórmula 1
La Fórmula 1, abreujada com F1, és la categoria màxima de competició d'automobilisme definida per la Federació Internacional de l'Automòbil (FIA), l'organització mundial que regula les competicions de motor. El campionat del món de Fórmula 1 consisteix en una sèrie de curses disputades al llarg d'una temporada sota un conjunt de regles i normes que han de seguir tots els participants i cotxes. Les curses són conegudes com a Grans Premis (GP) i normalment es disputen en circuits d'automobilisme o excepcionalment en circuits urbans. Els pilots puntuen en funció de la seva posició final a cada cursa, i qui acumula la quantitat més gran de punts al final de temporada és coronat com a Campió del Món d'aquell any.
Michael Schumacher i Lewis Hamilton tenen el rècord de campionats del món guanyats de la Fórmula 1, amb set títols cadascun. Juan Manuel Fangio és tercer amb cinc títols. Schumacher és l'únic pilot que ha aconseguit cinc títols de forma consecutiva entre 2000 i 2004. Nigel Mansell té el rècord de temporades disputades abans d'aconseguir el campionat mundial, 13 (entre 1980 i 1992). Mentre que Nico Rosberg té el rècord de curses disputades abans de guanyar el seu primer títol, 206 (entre el GP de Bahrain del 2006 i el d'Abu Dhabi del 2016). Sebastian Vettel és el pilot més jove, amb 23 anys i 134 dies, en guanyar el campionat del món la temporada de 2010, i Juan Manuel Fangio és el pilot de més edat en aconseguir el títol mundial, amb 46 anys i 41 dies, la temporada de 1957.
Des de l'inici de la competició hi ha hagut trenta-quatre campions mundials de la Fórmula 1. El primer campió fou Giuseppe Farina el 1950 i l'actual campió és Max Verstappen. Els pilots britànics són els dominadors de la competició, ja que han guanyat el títol en vint ocasions. L'Scuderia Ferrari és l'equip que té més campionats del món de pilots, quinze, seguit de McLaren amb dotze títols. El campionat s'ha decidit en l'última cursa en trenta ocasions de les setanta-cinc temporades disputades.

## Llista de campions del món

### Per temporada
| Llegenda Pne. = Marca de pneumàtics Poles = Pole position Vict. = Victòries Vol. ràp. = Voltes ràpides |

| Temp. | Pilot    | Pilot              | Edat | Constructor | Constructor | Pne. | Poles | Vict. | Podis | Vol. ràp. | Punts | refs.  |
| Temp. | Pilot    | Pilot              | Edat | Xassís      | Motor       | Pne. | Poles | Vict. | Podis | Vol. ràp. | Punts | refs.  |
| ----- | -------- | ------------------ | ---- | ----------- | ----------- | ---- | ----- | ----- | ----- | --------- | ----- | ------ |
| 1950  |          | Giuseppe Farina    | 44   | Alfa Romeo  | Alfa Romeo  | P    | 2     | 3     | 3     | 3         | 30    | [ 15 ] |
| 1951  |          | Juan Manuel Fangio | 40   | Alfa Romeo  | Alfa Romeo  | P    | 4     | 3     | 5     | 5         | 31    | [ 16 ] |
| 1952  |          | Alberto Ascari     | 34   | Ferrari     | Ferrari     | F P  | 5     | 6     | 6     | 6         | 36    | [ 18 ] |
| 1953  |          | Alberto Ascari     | 35   | Ferrari     | Ferrari     | P    | 6     | 5     | 5     | 4         | 34.5  | [ 18 ] |
| 1954  |          | Juan Manuel Fangio | 43   | Maserati    | Maserati    | P    | 5     | 6     | 7     | 3         | 42    | [ 16 ] |
| 1954  | Mercedes | Juan Manuel Fangio | 43   | Mercedes    | C           |      | 5     | 6     | 7     | 3         | 42    | [ 16 ] |
| 1955  |          | Juan Manuel Fangio | 44   | Mercedes    | Mercedes    | C    | 3     | 4     | 5     | 3         | 40    | [ 16 ] |
| 1956  |          | Juan Manuel Fangio | 45   | Ferrari     | Ferrari     | E    | 6     | 3     | 5     | 4         | 30    | [ 16 ] |
| 1957  |          | Juan Manuel Fangio | 46   | Maserati    | Maserati    | P    | 4     | 4     | 6     | 2         | 40    | [ 16 ] |
| 1958  |          | Mike Hawthorn      | 29   | Ferrari     | Ferrari     | E    | 4     | 1     | 7     | 5         | 42    | [ 19 ] |
| 1959  |          | Jack Brabham       | 33   | Cooper      | Climax      | D    | 1     | 2     | 5     | 1         | 31    | [ 20 ] |
| 1960  |          | Jack Brabham       | 34   | Cooper      | Climax      | D    | 3     | 5     | 5     | 3         | 43    | [ 20 ] |
| 1961  |          | Phil Hill          | 34   | Ferrari     | Ferrari     | D    | 5     | 2     | 6     | 2         | 34    | [ 21 ] |
| 1962  |          | Graham Hill        | 33   | BRM         | BRM         | D    | 1     | 4     | 6     | 3         | 42    | [ 22 ] |
| 1963  |          | Jim Clark          | 27   | Lotus       | Climax      | D    | 7     | 7     | 9     | 6         | 54    | [ 23 ] |
| 1964  |          | John Surtees       | 30   | Ferrari     | Ferrari     | D    | 2     | 2     | 6     | 2         | 40    | [ 24 ] |
| 1965  |          | Jim Clark          | 29   | Lotus       | Climax      | D    | 6     | 6     | 6     | 6         | 54    | [ 23 ] |
| 1966  |          | Jack Brabham       | 40   | Brabham     | Repco       | G    | 3     | 4     | 5     | 1         | 42    | [ 20 ] |
| 1967  |          | Denny Hulme        | 31   | Brabham     | Repco       | G    | 0     | 2     | 8     | 2         | 51    | [ 25 ] |
| 1968  |          | Graham Hill        | 39   | Lotus       | Ford        | F    | 2     | 3     | 6     | 0         | 48    | [ 22 ] |
| 1969  |          | Jackie Stewart     | 30   | Matra       | Ford        | D    | 2     | 6     | 7     | 5         | 63    | [ 26 ] |
| 1970  |          | Jochen Rindt       | 28   | Lotus       | Ford        | F    | 3     | 5     | 5     | 1         | 45    | [ 27 ] |
| 1971  |          | Jackie Stewart     | 32   | Tyrrell     | Ford        | G    | 6     | 6     | 7     | 3         | 62    | [ 26 ] |
| 1972  |          | Emerson Fittipaldi | 25   | Lotus       | Ford        | F    | 3     | 5     | 8     | 0         | 61    | [ 28 ] |
| 1973  |          | Jackie Stewart     | 34   | Tyrrell     | Ford        | G    | 3     | 5     | 8     | 1         | 71    | [ 26 ] |
| 1974  |          | Emerson Fittipaldi | 27   | McLaren     | Ford        | G    | 2     | 3     | 7     | 0         | 55    | [ 28 ] |
| 1975  |          | Niki Lauda         | 26   | Ferrari     | Ferrari     | G    | 9     | 5     | 8     | 2         | 64.5  | [ 29 ] |
| 1976  |          | James Hunt         | 29   | McLaren     | Ford        | G    | 8     | 6     | 8     | 2         | 69    | [ 30 ] |
| 1977  |          | Niki Lauda         | 28   | Ferrari     | Ferrari     | G    | 2     | 3     | 10    | 3         | 72    | [ 29 ] |
| 1978  |          | Mario Andretti     | 38   | Lotus       | Ford        | G    | 8     | 6     | 7     | 3         | 64    | [ 31 ] |
| 1979  |          | Jody Scheckter     | 29   | Ferrari     | Ferrari     | M    | 1     | 3     | 6     | 0         | 51    | [ 31 ] |
| 1980  |          | Alan Jones         | 34   | Williams    | Ford        | G    | 3     | 5     | 10    | 5         | 67    | [ 32 ] |
| 1981  |          | Nelson Piquet      | 29   | Brabham     | Ford        | M G  | 4     | 3     | 7     | 1         | 50    | [ 33 ] |
| 1982  |          | Keke Rosberg       | 34   | Williams    | Ford        | G    | 1     | 1     | 6     | 0         | 44    | [ 34 ] |
| 1983  |          | Nelson Piquet      | 31   | Brabham     | BMW         | M    | 1     | 3     | 8     | 4         | 59    | [ 33 ] |
| 1984  |          | Niki Lauda         | 35   | McLaren     | TAG         | M    | 0     | 5     | 9     | 5         | 72    | [ 29 ] |
| 1985  |          | Alain Prost        | 30   | McLaren     | TAG         | G    | 2     | 5     | 11    | 5         | 73    | [ 35 ] |
| 1986  |          | Alain Prost        | 31   | McLaren     | TAG         | G    | 1     | 4     | 11    | 2         | 72    | [ 35 ] |
| 1987  |          | Nelson Piquet      | 35   | Williams    | Honda       | G    | 4     | 3     | 11    | 4         | 73    | [ 33 ] |
| 1988  |          | Ayrton Senna       | 28   | McLaren     | Honda       | G    | 13    | 8     | 11    | 3         | 90    | [ 36 ] |
| 1989  |          | Alain Prost        | 34   | McLaren     | Honda       | G    | 2     | 4     | 11    | 5         | 76    | [ 35 ] |
| 1990  |          | Ayrton Senna       | 30   | McLaren     | Honda       | G    | 10    | 6     | 11    | 2         | 78    | [ 36 ] |
| 1991  |          | Ayrton Senna       | 31   | McLaren     | Honda       | G    | 8     | 7     | 12    | 2         | 96    | [ 36 ] |
| 1992  |          | Nigel Mansell      | 39   | Williams    | Renault     | G    | 14    | 9     | 12    | 8         | 108   | [ 33 ] |
| 1993  |          | Alain Prost        | 38   | Williams    | Renault     | G    | 13    | 7     | 12    | 6         | 99    | [ 35 ] |
| 1994  |          | Michael Schumacher | 25   | Benetton    | Ford        | G    | 6     | 8     | 10    | 8         | 92    | [ 37 ] |
| 1995  |          | Michael Schumacher | 26   | Benetton    | Renault     | G    | 4     | 9     | 11    | 8         | 102   | [ 37 ] |
| 1996  |          | Damon Hill         | 36   | Williams    | Renault     | G    | 9     | 8     | 10    | 5         | 97    | [ 38 ] |
| 1997  |          | Jacques Villeneuve | 26   | Williams    | Renault     | G    | 10    | 7     | 8     | 3         | 81    | [ 39 ] |
| 1998  |          | Mika Häkkinen      | 30   | McLaren     | Mercedes    | B    | 9     | 8     | 11    | 6         | 100   | [ 40 ] |
| 1999  |          | Mika Häkkinen      | 31   | McLaren     | Mercedes    | B    | 11    | 5     | 10    | 6         | 76    | [ 40 ] |
| 2000  |          | Michael Schumacher | 31   | Ferrari     | Ferrari     | B    | 9     | 9     | 12    | 2         | 108   | [ 37 ] |
| 2001  |          | Michael Schumacher | 32   | Ferrari     | Ferrari     | B    | 11    | 9     | 14    | 3         | 123   | [ 37 ] |
| 2002  |          | Michael Schumacher | 33   | Ferrari     | Ferrari     | B    | 7     | 11    | 17    | 7         | 144   | [ 37 ] |
| 2003  |          | Michael Schumacher | 34   | Ferrari     | Ferrari     | B    | 5     | 6     | 8     | 5         | 93    | [ 37 ] |
| 2004  |          | Michael Schumacher | 35   | Ferrari     | Ferrari     | B    | 8     | 13    | 15    | 10        | 148   | [ 37 ] |
| 2005  |          | Fernando Alonso    | 24   | Renault     | Renault     | M    | 6     | 7     | 15    | 2         | 133   | [ 41 ] |
| 2006  |          | Fernando Alonso    | 25   | Renault     | Renault     | M    | 6     | 7     | 14    | 5         | 134   | [ 41 ] |
| 2007  |          | Kimi Räikkönen     | 28   | Ferrari     | Ferrari     | B    | 3     | 6     | 12    | 6         | 110   | [ 42 ] |
| 2008  |          | Lewis Hamilton     | 23   | McLaren     | Mercedes    | B    | 7     | 5     | 10    | 1         | 98    | [ 43 ] |
| 2009  |          | Jenson Button      | 29   | Brawn       | Mercedes    | B    | 4     | 6     | 9     | 2         | 95    | [ 44 ] |
| 2010  |          | Sebastian Vettel   | 23   | Red Bull    | Renault     | B    | 10    | 5     | 10    | 3         | 256   | [ 45 ] |
| 2011  |          | Sebastian Vettel   | 24   | Red Bull    | Renault     | P    | 15    | 11    | 17    | 3         | 392   | [ 45 ] |
| 2012  |          | Sebastian Vettel   | 25   | Red Bull    | Renault     | P    | 6     | 5     | 10    | 6         | 281   | [ 45 ] |
| 2013  |          | Sebastian Vettel   | 26   | Red Bull    | Renault     | P    | 9     | 13    | 16    | 7         | 397   | [ 45 ] |
| 2014  |          | Lewis Hamilton     | 29   | Mercedes    | Mercedes    | P    | 7     | 11    | 16    | 7         | 384   | [ 43 ] |
| 2015  |          | Lewis Hamilton     | 30   | Mercedes    | Mercedes    | P    | 11    | 10    | 17    | 8         | 381   | [ 43 ] |
| 2016  |          | Nico Rosberg       | 31   | Mercedes    | Mercedes    | P    | 8     | 9     | 16    | 6         | 385   | [ 46 ] |
| 2017  |          | Lewis Hamilton     | 32   | Mercedes    | Mercedes    | P    | 11    | 9     | 13    | 7         | 363   | [ 43 ] |
| 2018  |          | Lewis Hamilton     | 33   | Mercedes    | Mercedes    | P    | 11    | 11    | 17    | 3         | 408   | [ 43 ] |
| 2019  |          | Lewis Hamilton     | 34   | Mercedes    | Mercedes    | P    | 5     | 11    | 17    | 6         | 413   | [ 43 ] |
| 2020  |          | Lewis Hamilton     | 35   | Mercedes    | Mercedes    | P    | 10    | 11    | 14    | 6         | 347   | [ 43 ] |
| 2021  |          | Max Verstappen     | 24   | Red Bull    | Honda       | P    | 10    | 10    | 18    | 6         | 395.5 | [ 47 ] |
| 2022  |          | Max Verstappen     | 25   | Red Bull    | RBPT Honda  | P    | 7     | 15    | 17    | 5         | 454   | [ 47 ] |
| 2023  |          | Max Verstappen     | 26   | Red Bull    | RBPT Honda  | P    | 12    | 19    | 21    | 9         | 575   | [ 47 ] |
| 2024  |          | Max Verstappen     | 27   | Red Bull    | RBPT Honda  | P    | 8     | 9     | 14    | 3         | 437   | [ 47 ] |
| Temp. | Pilot    | Pilot              | Edat | Xassís      | Motor       | Pne. | Poles | Vic.  | Podis | Vol. ràp. | Punts | refs.  |
| Temp. | Pilot    | Pilot              | Edat | Constructor |             | Pne. | Poles | Vic.  | Podis | Vol. ràp. | Punts | refs.  |